# جائزة هاينريش بول

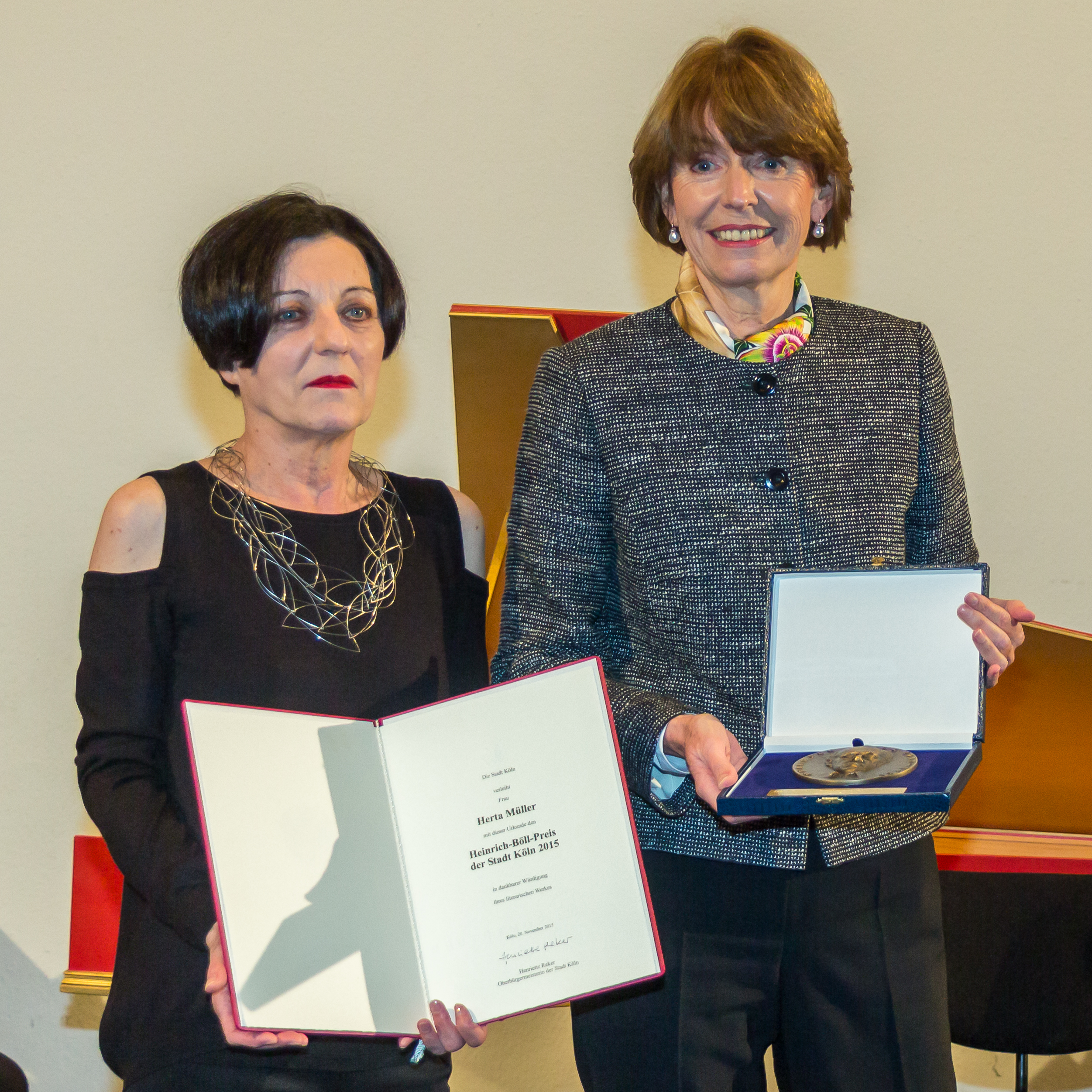
جائزة هاينريش بول تُمنح إلى هيرتا مولر، الحائزة على جائزة نوبل

جائزة هاينريش بول هي جائزة أدبية، تمنحها مدينة كولونيا، تكريما لذكرى ابنها الأديب الكبير هاينريش بول، الحائز على جائزة نوبل للآداب. وتمنح الجائزة سنويا لأديب ما تكريما لمشواره الأدبى، ولمجمل أعماله الأدبية. ومنذ سنة 1993 تمنح الجائزة كل سنتين. وتقدر قيمتها ب 20 ألف يورو.

## كتاب حصلوا على الجائزة
- 1980: هانس ماير
- 1985: هانز-ماغنس إنتسنبيرغر
- 1986: إلفريده ييلينيك
- 1987: لودفيج هاريغ
- 1988: ديتر فيليرزهوف
- 1993: ألكسندر كلوغه
- 2001: مارسيل باير
- 2003: آنا دودن
- 2009: أوفه تيم
- 2013: إيفا ميناسه
- 2015: هيرتا مولر
- 2017: إيليا ترويانوف
- 2019: يولي تسيه[5]

## مواقع خارجية
- موقع الجائزة الرسمي Preisbegründung